# Ethel Ennis
Ethel Llewellyn Ennis (28 novembre 1932 - 17 février 2019) est une chanteuse américaine de jazz dont la carrière a couvert sept décennies. Elle a passé la plus grande partie de sa vie dans sa ville natale de Baltimore, dans le Maryland, où elle était surnommée "First Lady of Jazz".

## Jeunesse
Ethel Ennis naît dans une maison de la North Calhoun Street à Baltimore, dans le Maryland, et grandit dans le quartier de Sandtown-Winchester. Elle commence à se produire en tant que pianiste d'église à un jeune âge,,.

## Carrière
Ethel Ennis se lance dans une carrière de chanteuse solo et enregistre un certain nombre de chansons pour le label Atlantic Records avant que son premier album, Lullabies for Losers, ne soit publié par Jubilee Records en 1955,,. En 1957, elle passe chez Capitol Records pour un contrat de deux albums, et sort A Change of Scenery. Peu de temps après la sortie de l'album Have You Forgotten en 1958,, Ethel Ennis fait une pause de six ans dans ses enregistrements, pendant laquelle elle fait une tournée en Europe avec Benny Goodman,, tournée durant laquelle elle enregistre un concert donné lors de l'Exposition universelle de 1958 à Bruxelles avec l'Orchestre de Benny Goodman et le chanteur Jimmy Rushing.
En 1963, Ennis enregistre quatre disques pour RCA Victor. Cependant, désenchantée par l'orientation créative du label et sa gestion des artistes, elle quitte ce label et effectue une autre pause dans sa carrière. Huit ans s'écoulent avant qu'elle ne reçoive un autre contrat d'enregistrement. Pendant cette période, elle a chanté la chanson titre du long métrage de 1967 Mad Monster Party?. Le LP 10 Sides of Ethel Ennis de BASF sort en 1973. Plus tard cette année-là, Ennis, qui est démocrate, est invitée à chanter lors de la seconde investiture de Richard Nixon : son interprétation inhabituelle "a cappella" de l'hymne national en choque certains, mais en a inspiré beaucoup d'autres. Elle apparaît ensuite dans le jeu télévisé To Tell the Truth et, après s'être présentée comme "la vraie Ethel Ennis", elle reprend son interprétation a capella de l'hymne national pour les participants et le public, recevant une ovation debout,.
À cette époque, Ethel Ennis est de retour à Baltimore, sa ville natale, et elle ne chantera plus qu'une poignée de fois au cours des décennies suivantes en dehors de sa région. Cependant, en 1980, elle réapparaît et sort un album en concert Ethel (Live At The Maryland Inn), pour le plus grand plaisir de ses fidèles admirateurs. Ennis fait un retour en 1994 avec l'album studio intitulé Ethel Ennis, produit à New York par son batteur de longue date, Paul Hildner, un album qui le Top 40 des radios de jazz. Mr. Gress, les pianistes Stefan Scaggiari et Marc Copland, ainsi que le batteur Paul Hildner contribuent à donner à l'album son atmosphère austère et sombre".
En 1998, Ethel Ennis enregistre à nouveau pour un grand label avec l'album If Women Ruled the World publié par le label Savoy Records. L'enregistrement le plus récent d'Ennis est un ensemble live de 2005, salué par la critique, capturé lors d'une performance à Montpelier Mansion à Laurel dans son État natal du Maryland.
Ennis décède d'un accident vasculaire cérébral le 17 février 2019 à l'âge de 86 ans,,.

## Discographie

### Albums
- 1955 : Lullabies for Losers (Jubilee Records)
- 1957 : Change of Scenery (Capitol Records)
- 1958 : Have You Forgotten? (Capitol)
- 1964 : Once Again (RCA Victor)
- 1964 : This Is Ethel Ennis (RCA Victor)
- 1964 : Eyes for You (RCA Victor)
- 1965 : My Kind of Waltztime (RCA Victor)
- 1973 : 10 Sides of Ethel Ennis (BASF)
- 1980 : Ethel: Live at the Maryland Inn (EnE Productions)
- 1989 : Live At The International World Exhibition, Brussels 1958 - The Unissued Recordings (avec Benny Goodman And His Orchestra et Jimmy Rushing, Magic Records)[10]
- 1994 : Ethel Ennis (Hildner Productions)
- 1998 : If Women Ruled the World (Savoy Records)
- 2005 : Ennis Anyone? (Jazzmont)

### Singles
- A Pair of Fools (Atco)
- 1956 : Got It in My Blood (To Love You) (Atco)[15]
- Off Shore (Jubilee)
- Boy from Ipanema/When Will the Hurt Be Over? (RCA)
- Now I Have Everything/Matchmaker Matchmaker (RCA)
- About Love/I've Got That Feeling (RCA)
- We Could Learn Together/Look at Me (RCA)
- I Believe in Love/I Wonder Who My Daddy Is (BASF)
- Call Me Young/Who Is It This Time? (Spiral)
- Sing Me a Tune/I Wonder Who My Daddy Is (Spiral)